# Servië op het wereldkampioenschap voetbal 2018
Servië is een van de deelnemende landen aan het Wereldkampioenschap voetbal 2018 in Rusland. Het is de tweede deelname voor het land. Het werd uitgeschakeld in de groepsfase.

## Kwalificatie

### Kwalificatieduels
|                        |                             |       |                           |                                                                              |
| 5 september 2016 20:45 | Servië                      | 2 − 2 | Ierland                   | Rode Sterstadion, Belgrado Toeschouwers: 7.896 Scheidsrechter: Viktor Kassai |
| 5 september 2016 20:45 | Kostić 63' Tadić 70' (pen.) |       | 4' Hendrick 81' D. Murphy | Rode Sterstadion, Belgrado Toeschouwers: 7.896 Scheidsrechter: Viktor Kassai |

|                      |          |                                   |        |                                                                                  |
| 6 oktober 2016 20:45 | Moldavië | 0 − 3                             | Servië | Stadionul Zimbru, Chisinau Toeschouwers: 7.000 Scheidsrechter: Aleksej Koelbakov |
| 6 oktober 2016 20:45 |          | 20' Kostić 37' Ivanović 59' Tadić |        | Stadionul Zimbru, Chisinau Toeschouwers: 7.000 Scheidsrechter: Aleksej Koelbakov |

|                      |                               |       |                        |                                                                                |
| 9 oktober 2016 20:45 | Servië                        | 3 − 2 | Oostenrijk             | Rode Sterstadion, Belgrado Toeschouwers: 14.200 Scheidsrechter: Jonas Eriksson |
| 9 oktober 2016 20:45 | A. Mitrović 6', 23' Tadić 74' |       | 15' Sabitzer 62' Janko | Rode Sterstadion, Belgrado Toeschouwers: 14.200 Scheidsrechter: Jonas Eriksson |

|                        |          |       |                 |                                                                                    |
| 12 november 2016 20:45 | Wales    | 1 − 1 | Servië          | Cardiff City Stadium, Cardiff Toeschouwers: 32.879 Scheidsrechter: Alberto Undiano |
| 12 november 2016 20:45 | Bale 30' |       | 86' A. Mitrović | Cardiff City Stadium, Cardiff Toeschouwers: 32.879 Scheidsrechter: Alberto Undiano |

|                     |               |       |                                                |                                                                                    |
| 24 maart 2017 18:00 | Georgië       | 1 − 3 | Servië                                         | Boris Paitsjadzestadion, Tbilisi Toeschouwers: 31.328 Scheidsrechter: Felix Zwayer |
| 24 maart 2017 18:00 | Katsjarava 6' |       | 45' (pen.) Tadić 64' A. Mitrović 86' Gaćinović | Boris Paitsjadzestadion, Tbilisi Toeschouwers: 31.328 Scheidsrechter: Felix Zwayer |

|                    |                 |       |                   |                                                                             |
| 11 juni 2017 20:45 | Servië          | 1 − 1 | Wales             | Rode Sterstadion, Belgrado Toeschouwers: 46.673 Scheidsrechter: Jorge Sousa |
| 11 juni 2017 20:45 | A. Mitrović 74' |       | 35' (pen.) Ramsey | Rode Sterstadion, Belgrado Toeschouwers: 46.673 Scheidsrechter: Jorge Sousa |

|                        |                                           |       |          |                                                                             |
| 2 september 2017 18:00 | Servië                                    | 3 − 0 | Moldavië | Rode Sterstadion, Belgrado Toeschouwers: 9.974 Scheidsrechter: Tamás Bognár |
| 2 september 2017 18:00 | Gaćinović 20' Kolarov 15' A. Mitrović 81' |       |          | Rode Sterstadion, Belgrado Toeschouwers: 9.974 Scheidsrechter: Tamás Bognár |

|                        |         |             |        |                                                                         |
| 5 september 2017 20:45 | Ierland | 0 − 1       | Servië | Aviva Stadium, Dublin Toeschouwers: 51.000 Scheidsrechter: Cüneyt Çakır |
| 5 september 2017 20:45 |         | 55' Kolarov |        | Aviva Stadium, Dublin Toeschouwers: 51.000 Scheidsrechter: Cüneyt Çakır |

|                      |                                           |       |                           |                                                                                |
| 6 oktober 2017 20:45 | Oostenrijk                                | 3 − 2 | Servië                    | Ernst Happelstadion, Wenen Toeschouwers: 42.400 Scheidsrechter: Pavel Královec |
| 6 oktober 2017 20:45 | Burgstaller 25' Arnautović 76' Schaub 89' |       | 11' Milivojević 83' Matić | Ernst Happelstadion, Wenen Toeschouwers: 42.400 Scheidsrechter: Pavel Královec |

|                      |              |       |         |                                                                           |
| 9 oktober 2017 20:45 | Servië       | 1 − 0 | Georgië | Rode Sterstadion, Belgrado Toeschouwers: 42.000 Scheidsrechter: Paweł Gil |
| 9 oktober 2017 20:45 | Prijović 82' |       |         | Rode Sterstadion, Belgrado Toeschouwers: 42.000 Scheidsrechter: Paweł Gil |

### Eindstand groep D
| Pos. | Land       | GW | W | G | V | DV | DT | DS  | Ptn |
| ---- | ---------- | -- | - | - | - | -- | -- | --- | --- |
| 1    | Servië     | 10 | 6 | 3 | 1 | 20 | 10 | +10 | 21  |
| 2    | Ierland    | 10 | 5 | 4 | 1 | 12 | 6  | +6  | 19  |
| 3    | Wales      | 10 | 4 | 5 | 1 | 13 | 6  | +7  | 17  |
| 4    | Oostenrijk | 10 | 4 | 3 | 3 | 14 | 12 | +2  | 15  |
| 5    | Georgië    | 10 | 0 | 5 | 5 | 8  | 14 | –6  | 5   |
| 6    | Moldavië   | 10 | 0 | 2 | 8 | 4  | 23 | –19 | 2   |

## WK-voorbereiding

### Wedstrijden
|                                                   |       |                            |        |                                                                 |
| 10 november 2017 «onderlinge duels» 19:35 (UTC+8) | China | 0 – 2                      | Servië | Tianhestadion, Guangzhou Scheidsrechter: Hettikamkanamge Perera |
| 10 november 2017 «onderlinge duels» 19:35 (UTC+8) |       | 20' Ljajić 69' A. Mitrović |        | Tianhestadion, Guangzhou Scheidsrechter: Hettikamkanamge Perera |

|                                                   |                         |       |            |                                                                        |
| 14 november 2017 «onderlinge duels» 21:00 (UTC+9) | Zuid-Korea              | 1 – 1 | Servië     | Ulsan Munsustadion, Ulsan Toeschouwers: 30.560 Scheidsrechter: Ma Ning |
| 14 november 2017 «onderlinge duels» 21:00 (UTC+9) | Koo Ja-cheol 63' (pen.) |       | 59' Ljajić | Ulsan Munsustadion, Ulsan Toeschouwers: 30.560 Scheidsrechter: Ma Ning |

|                                                |           |       |                               |                                                                                                 |
| 23 maart 2018 «onderlinge duels» 20:30 (UTC+1) | Servië    | 1 – 2 | Marokko                       | Stadio Olimpico Grande Torino, Turijn (Italië) Toeschouwers: 15.700 Scheidsrechter: Marco Guida |
| 23 maart 2018 «onderlinge duels» 20:30 (UTC+1) | Tadić 37' |       | 29' (pen.) Ziyech 40' Boutaïb | Stadio Olimpico Grande Torino, Turijn (Italië) Toeschouwers: 15.700 Scheidsrechter: Marco Guida |

|                                                |         |                      |        |                                                                                      |
| 27 maart 2018 «onderlinge duels» 21:00 (UTC+2) | Nigeria | 0 – 2                | Servië | The Hive Stadium, Londen (Engeland) Toeschouwers: 3.500 Scheidsrechter: Craig Pawson |
| 27 maart 2018 «onderlinge duels» 21:00 (UTC+2) |         | 68', 81' A. Mitrović |        | The Hive Stadium, Londen (Engeland) Toeschouwers: 3.500 Scheidsrechter: Craig Pawson |

|                                              |        |             |       |                                                                                      |
| 4 juni 2018 «onderlinge duels» 20:00 (UTC+2) | Servië | 0 – 1       | Chili | Merkur Arena, Graz (Oostenrijk) Toeschouwers: 1.700 Scheidsrechter: Alexander Harkam |
| 4 juni 2018 «onderlinge duels» 20:00 (UTC+2) |        | 88' Maripán |       | Merkur Arena, Graz (Oostenrijk) Toeschouwers: 1.700 Scheidsrechter: Alexander Harkam |

|                                              |            |       |                                                  |                                                                                       |
| 9 juni 2018 «onderlinge duels» 18:00 (UTC+2) | Bolivia    | 1 – 5 | Servië                                           | Merkur Arena, Graz (Oostenrijk) Toeschouwers: 1.500 Scheidsrechter: Christopher Jäger |
| 9 juni 2018 «onderlinge duels» 18:00 (UTC+2) | Campos 48' |       | 4', 23', 68' A. Mitrović 19' Ljajić 42' Ivanović | Merkur Arena, Graz (Oostenrijk) Toeschouwers: 1.500 Scheidsrechter: Christopher Jäger |

## Het wereldkampioenschap
Op 1 december 2017 werd er geloot voor de groepsfase van het Wereldkampioenschap voetbal 2018. Servië werd samen met Brazilië, Zwitserland en Costa Rica ondergebracht in groep E, en kreeg daardoor Samara, Kaliningrad en Moskou als speelsteden.

### Wedstrijden
| Nr. | Land        | GW | W | G | V | DV | DT | DS | Ptn |
| --- | ----------- | -- | - | - | - | -- | -- | -- | --- |
| 1   | Brazilië    | 3  | 2 | 1 | 0 | 5  | 1  | +4 | 7   |
| 2   | Zwitserland | 3  | 1 | 2 | 0 | 5  | 4  | +1 | 5   |
| 3   | Servië      | 3  | 1 | 0 | 2 | 2  | 4  | −2 | 3   |
| 4   | Costa Rica  | 3  | 0 | 1 | 2 | 2  | 5  | −3 | 1   |

#### Groepsfase
|                                               |            |             |        |                                                                           |
| 17 juni 2018 «onderlinge duels» 16:00 (UTC+4) | Costa Rica | 0 – 1       | Servië | Cosmos Arena, Samara Toeschouwers: 41.432 Scheidsrechter: Malang Diedhiou |
| 17 juni 2018 «onderlinge duels» 16:00 (UTC+4) |            | 56' Kolarov |        | Cosmos Arena, Samara Toeschouwers: 41.432 Scheidsrechter: Malang Diedhiou |

|                                               |                        |       |                                      |                                                                             |
| 22 juni 2018 «onderlinge duels» 20:00 (UTC+2) | Servië                 | 1 – 2 | Zwitserland                          | Arena Baltika, Kaliningrad Toeschouwers: 33.167 Scheidsrechter: Felix Brych |
| 22 juni 2018 «onderlinge duels» 20:00 (UTC+2) | Aleksandar Mitrović 5' |       | 52' Granit Xhaka 90' Xherdan Shaqiri | Arena Baltika, Kaliningrad Toeschouwers: 33.167 Scheidsrechter: Felix Brych |

|                                               |        |                        |          |                                                                               |
| 27 juni 2018 «onderlinge duels» 21:00 (UTC+3) | Servië | 0 – 2                  | Brazilië | Otkrytieje Arena, Moskou Toeschouwers: 44.190 Scheidsrechter: Alireza Faghani |
| 27 juni 2018 «onderlinge duels» 21:00 (UTC+3) |        | 36' Paulinho 68' Silva |          | Otkrytieje Arena, Moskou Toeschouwers: 44.190 Scheidsrechter: Alireza Faghani |

FSS · A-internationals · Bondscoaches · Statistieken · Servisch vrouwenelftal · Olympisch elftal · Servië U21 · Servië U20 · Servië U19 · Servië U17 · Servië en Montenegro U19 · Servië en Montenegro U17
2003 – 2006** · 
2006 – 2009 · 
2010 – 2019 ·
2020 − 2029
EK 2008 · 
EK 2012 · 
EK 2016 ·
EK 2020
WK 2006** · 
WK 2010 · 
WK 2014 · 
WK 2018 ·
WK 2022
OS 2004** · 
OS 2008 · 
OS 2012 ·
OS 2016 ·
OS 2020
2006 · 
2007 · 
2008 · 
2009 · 
2010 · 
2011 · 
2012 · 
2013 · 
2014 · 
2015 · 
2016 ·
2017 ·
2018 ·
2019 ·
2020 ·
2021 ·
2022
Albanië ·
Algerije ·
Armenië ·
Australië ·
Azerbeidzjan ·
Bahrein ·
België ·
Bolivia ·
Brazilië ·
Bulgarije ·
Chili ·
China ·
Colombia ·
Costa Rica ·
Cyprus ·
Denemarken ·
Dominicaanse Republiek ·
Duitsland ·
Engeland ·
Estland ·
Faeröer ·
Finland ·
Frankrijk ·
Georgië ·
Ghana ·
Griekenland ·
Honduras ·
Hongarije ·
Ierland ·
Israël ·
Italië ·
Jamaica ·
Japan ·
Jordanië ·
Kameroen ·
Kazachstan ·
Kroatië · 
Litouwen ·
Luxemburg ·
Marokko ·
Mexico ·
Moldavië ·
Montenegro ·
Nieuw-Zeeland ·
Nigeria ·
Noord-Ierland ·
Noord-Macedonië ·
Noorwegen ·
Oekraïne ·
Oostenrijk ·
Panama ·
Paraguay ·
Polen ·
Portugal ·
Qatar ·
Roemenië ·
Rusland ·
Schotland ·
Slovenië ·
Spanje ·
Tsjechië ·
Turkije ·
Verenigde Staten ·
Wales ·
Zuid-Afrika ·
Zuid-Korea ·
Zweden ·
Zwitserland
Brazilië (2018) · 
Costa Rica (2018) · 
Duitsland (2010) · 
Ghana (2010) · 
Kameroen (2022) · 
Zwitserland (2018)
** = Onder de naam Servië en Montenegro